# Xynobius
Xynobius är ett släkte av steklar som beskrevs av Förster 1862. Xynobius ingår i familjen bracksteklar.

## Dottertaxa tillXynobius, i alfabetisk ordning[1][2]
- Xynobius aciculatus
- Xynobius albicornis
- Xynobius albobasalis
- Xynobius allogastricus
- Xynobius annulicornis
- Xynobius arichisi
- Xynobius atriceps
- Xynobius bogianus
- Xynobius bulbutus
- Xynobius caelatus
- Xynobius christenseni
- Xynobius cincticornis
- Xynobius claricoxa
- Xynobius clypeatus
- Xynobius comatus
- Xynobius compremur
- Xynobius consumptor
- Xynobius coriacifacies
- Xynobius curtifemur
- Xynobius decoratus
- Xynobius demetrii
- Xynobius diaplasticus
- Xynobius discoidalis
- Xynobius eburnicornis
- Xynobius erythrorius
- Xynobius flavipes
- Xynobius gracilitergum
- Xynobius grangeri
- Xynobius granulatus
- Xynobius granulosus
- Xynobius gravicornis
- Xynobius holconotus
- Xynobius humilithorax
- Xynobius ignifer
- Xynobius illatus
- Xynobius japanus
- Xynobius jimmiensis
- Xynobius kamikochiensis
- Xynobius kaszabi
- Xynobius kieviensis
- Xynobius knysnaensis
- Xynobius kotenkoi
- Xynobius kunashiricus
- Xynobius laticella
- Xynobius latisulcus
- Xynobius leucotaenius
- Xynobius linearis
- Xynobius lumpurensis
- Xynobius malkini
- Xynobius mandrakensis
- Xynobius mesoniger
- Xynobius notabilis
- Xynobius parastranus
- Xynobius partimstriatus
- Xynobius pilosiscutum
- Xynobius pinigisanus
- Xynobius poecilocornis
- Xynobius punctipleuris
- Xynobius quequensis
- Xynobius quirini
- Xynobius rhytitheca
- Xynobius rudis
- Xynobius rugosiphilus
- Xynobius rustenburgensis
- Xynobius schlicki
- Xynobius semibitomus
- Xynobius severini
- Xynobius signatinotum
- Xynobius sixti
- Xynobius speciosigaster
- Xynobius sternocarinatus
- Xynobius stipitatus
- Xynobius stranus
- Xynobius subcomatus
- Xynobius sublinearis
- Xynobius tenuicornis
- Xynobius thomsoni
- Xynobius transitus
- Xynobius transversus
- Xynobius trudperti
- Xynobius ugandanus
- Xynobius umblicatus
- Xynobius zephyrini